# Sudare
Sudare (簾, hiragana すだれ?) son pantallas o persianas. También son llamadas misu. 

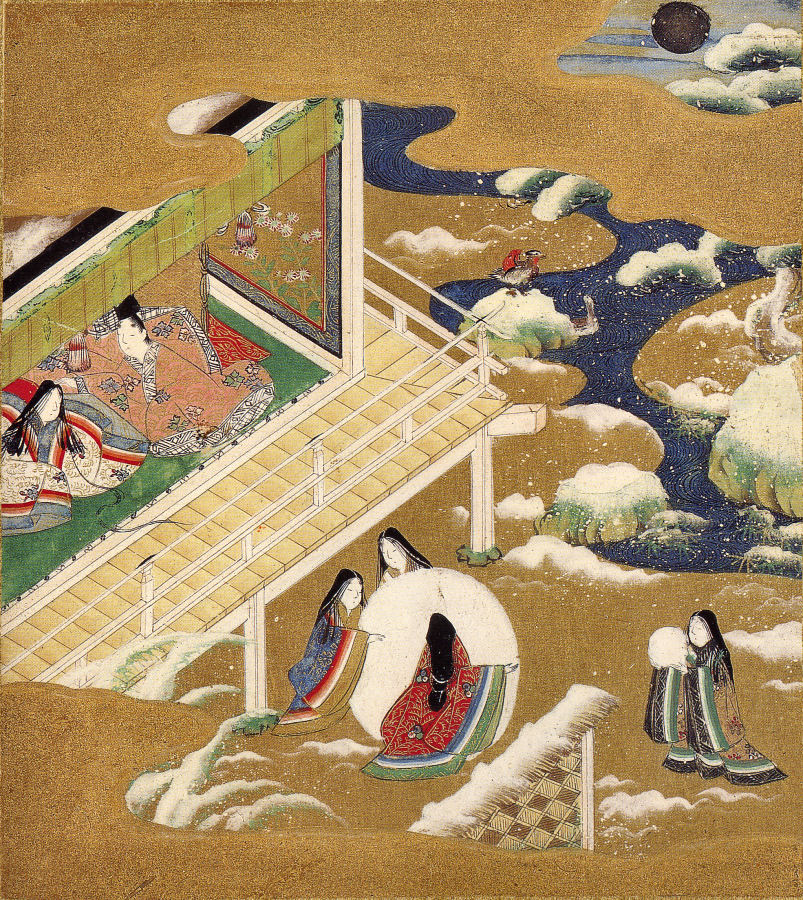
Arriba a la izquierda se pueden ver persianas "Sudare" enrolladas, imagen tomada de Genji monogatari.

Las sudare son hechas de tabillas de madera decorativa, bambú u otros materiales entretejidos con cuerda, hilo coloreado, u otro material resistente. Las "sudare" pueden ser enrolladas o dobladas hacia el lado.
Son usadas en muchos hogares en Japón para proteger las barandas y aberturas de los edificios contra la luz, la lluvia y los insectos. Las "sudare" son generalmente enrolladas en la primavera y desenrolladas en el otoño. 
Su estructura liviana permite a la brisa pasar a través de ellas, algo útil durante los veranos calurosos de Japón. Ya que los materiales para hacer "sudare" son fáciles de encontrar, se pueden manufacturar a bajo costo. Las "sudare" modernas son generalmente hechas en China.
Las "sudares" más elaboradas, para Palacios y casas de campo, son hechas usando bambú de alta calidad, seda y bordados de hilos de oro. Algunas de ellas tienen pinturas en la parte que se ve desde adentro del recinto. Algunas "sudare" chinas también tienen símbolos pintados en la parte que se ve desde afuera. 
Las sudare protegen los inquilinos no solo de los elementos sino también de los ojos de extraños. Las "sudare" aparecen con frecuencia en "La novela de Genji" (jp: Genji monogatari). 
Durante el Periodo Heian las cortesanas se escondían detrás de una persiana cuando hablaban con hombres no miembros de su propia familia cercana, así podían ver su interlocutor sin ser vistas, ya que los hombres debían mantenerse a cierta distancia. Los hombres se podían acercar solo con el permiso de las cortesanas que subían las persianas en algunas ocasiones. Durante esas visitas, cualquier movimiento inesperado de los hombres era visto como un incumplimiento grave de la etiqueta y de las costumbres y una amenaza en contra de la modestia y pureza de las damas. 
Los sudare fueron también usados en audiencias imperiales. Ya que estaba prohibido mirar directamente al Tenno ("soberano celestial"), él se podía sentar detrás de una persiana en la cámara del trono, mostrando solo sus pies. Esta costumbre se terminó cuando el poder imperial disminuyó.
La producción de "sudare" empezó a declinar con la modernidad y se convirtió en una artesanía tradicional. Aun así las "sudare" son vendidas y exportadas por varias empresas.